# Eparchia di Pereslavl'

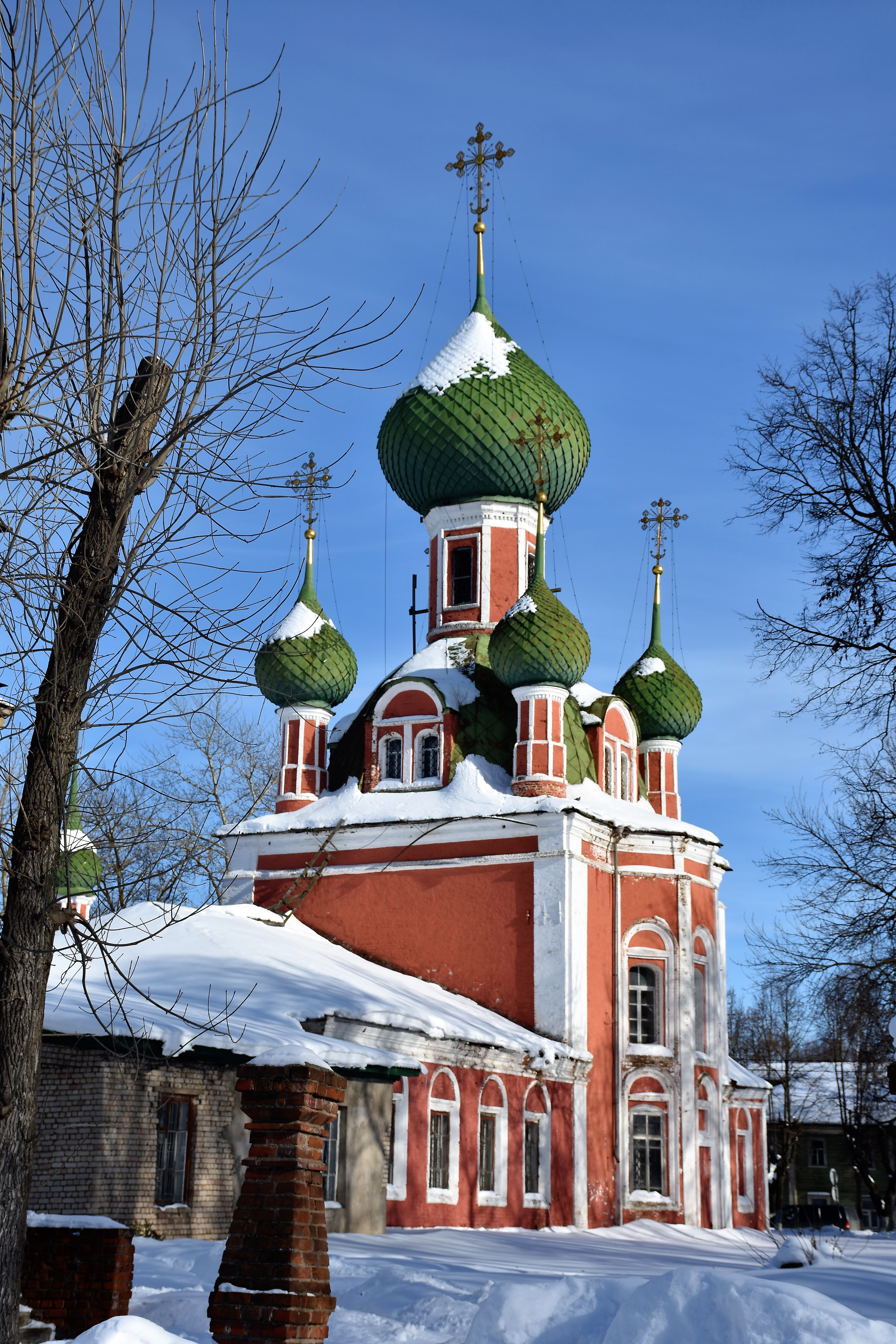
La cattedrale di Pereslavl'-Zalesskij.

L'eparchia di Pereslavl' (in russo Переславская епархия?) è una diocesi della Chiesa ortodossa russa, appartenente alla metropolia di Jaroslavl'.

## Territorio
L'eparchia comprende i rajon Bol'šesel'skij, Borisoglebskij,  Myškinskij, Pereslavskij e Ugličskij nell'oblast' di Jaroslavl'.
Sede eparchiale è la città di Pereslavl'-Zalesskij, dove si trova la cattedrale di Vladimir.
L'eparca ha il titolo ufficiale di «eparca di Pereslavl' e Uglič».

## Storia
L'eparchia è stata eretta dal Santo Sinodo della Chiesa ortodossa russa il 24 dicembre 2015, ricavandone il territorio dalle eparchie di Jaroslavl' e di Rybinsk, e contestualmente è entrata a far parte della metropolia di Jaroslavl'.